# Uvari
Uvari é uma vila piscatória com uma população maioritariamente Católica de cerca de 10 mil pessoas no distrito de Tamil Nadu, no extremo Sul da Índia. O povo local é chamado de Paravar e foi evangelizado no século XVI por missionários Portugueses vindos de Goa, entre os quais se conta São Francisco Xavier.

## Mito da imagem de Sto. António de Lisboa
A cidade é famosa por uma imagem de Santo António de Lisboa que terá sido esculpida por um marinheiro Português quando a tripulação do seu navio foi atingida pela cólera. Ao terminar de esculpir a imagem, este tê-la-á mostrado aos seus companheiros que terão ficado curados. A imagem encontra-se hoje em dia na Igreja de Santo António que é visitada por muitos peregrinos, não apenas Cristãos, devido aos muitos milagres que são atribuídos à sua intercessão.

## Economia
As principais actividades da vila são a pesca e o comércio. Conta com quatro escolas dirigidas pela Diocese local.